# Jakobshavn Isbræ
Le Jakobshavn Isbræ, également connu sous le nom de glacier Jakobshavn ou glacier Ilulissat ou Sermeq Kujalleq (en groenlandais), est un glacier côtier de l'Ouest du Groenland, près de la ville d'Ilulissat, qui provient de l'inlandsis du Groenland.

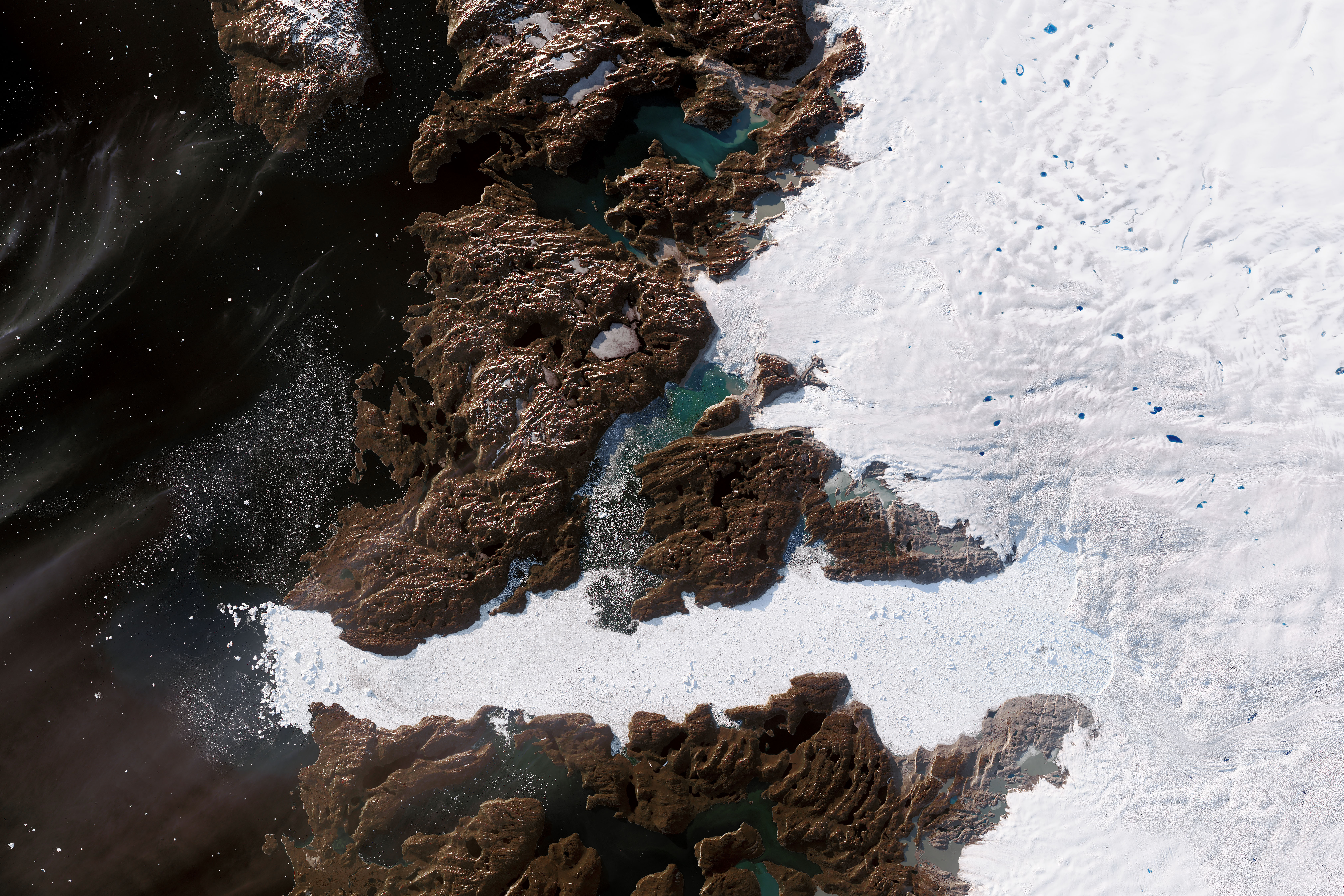
Vue en couleurs naturelles du glacier, prise par un imageur de Landsat 8 le 6 juin 2019.

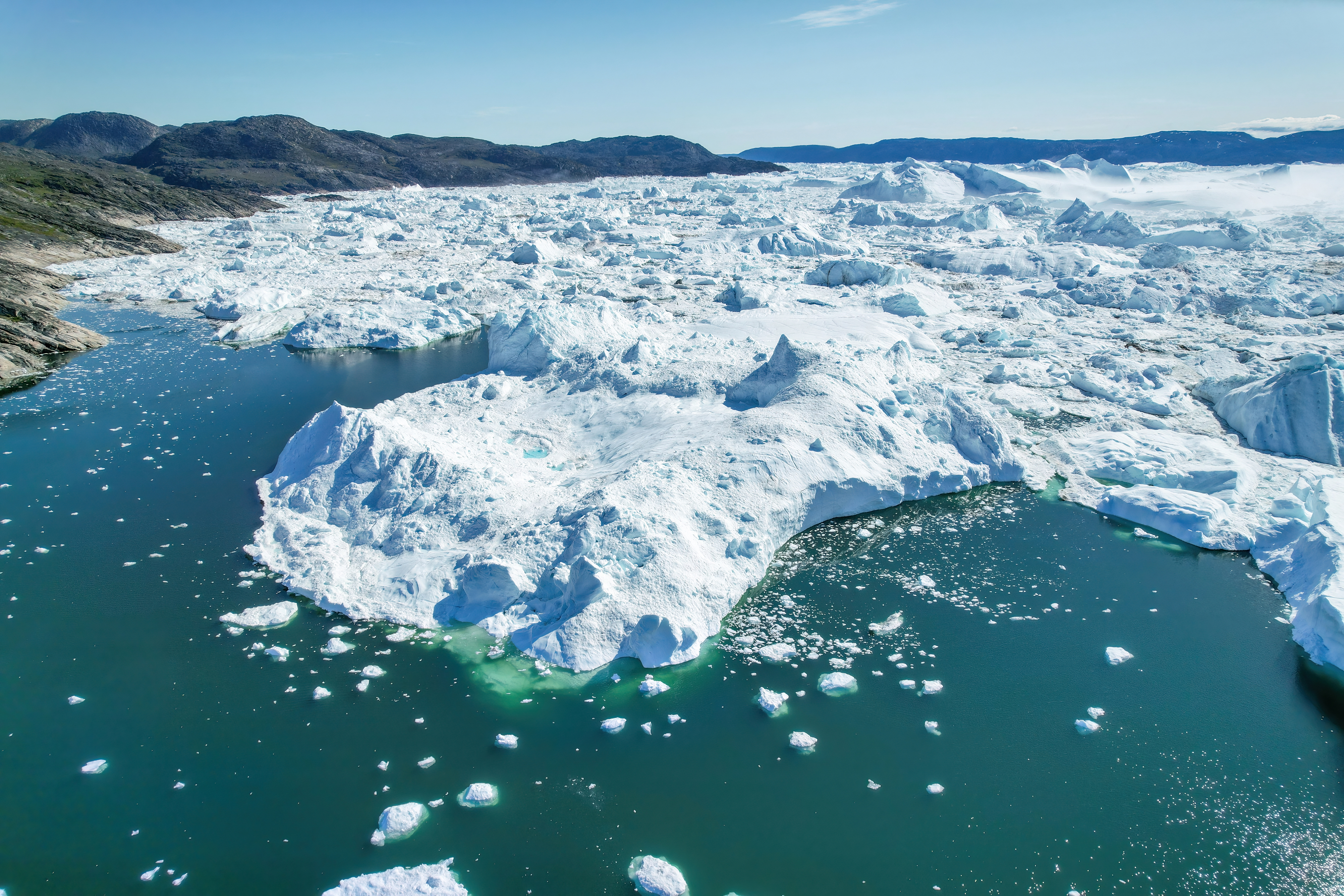
Vue aérienne de Jakobshavn Isbræ depuis le côté ouest.

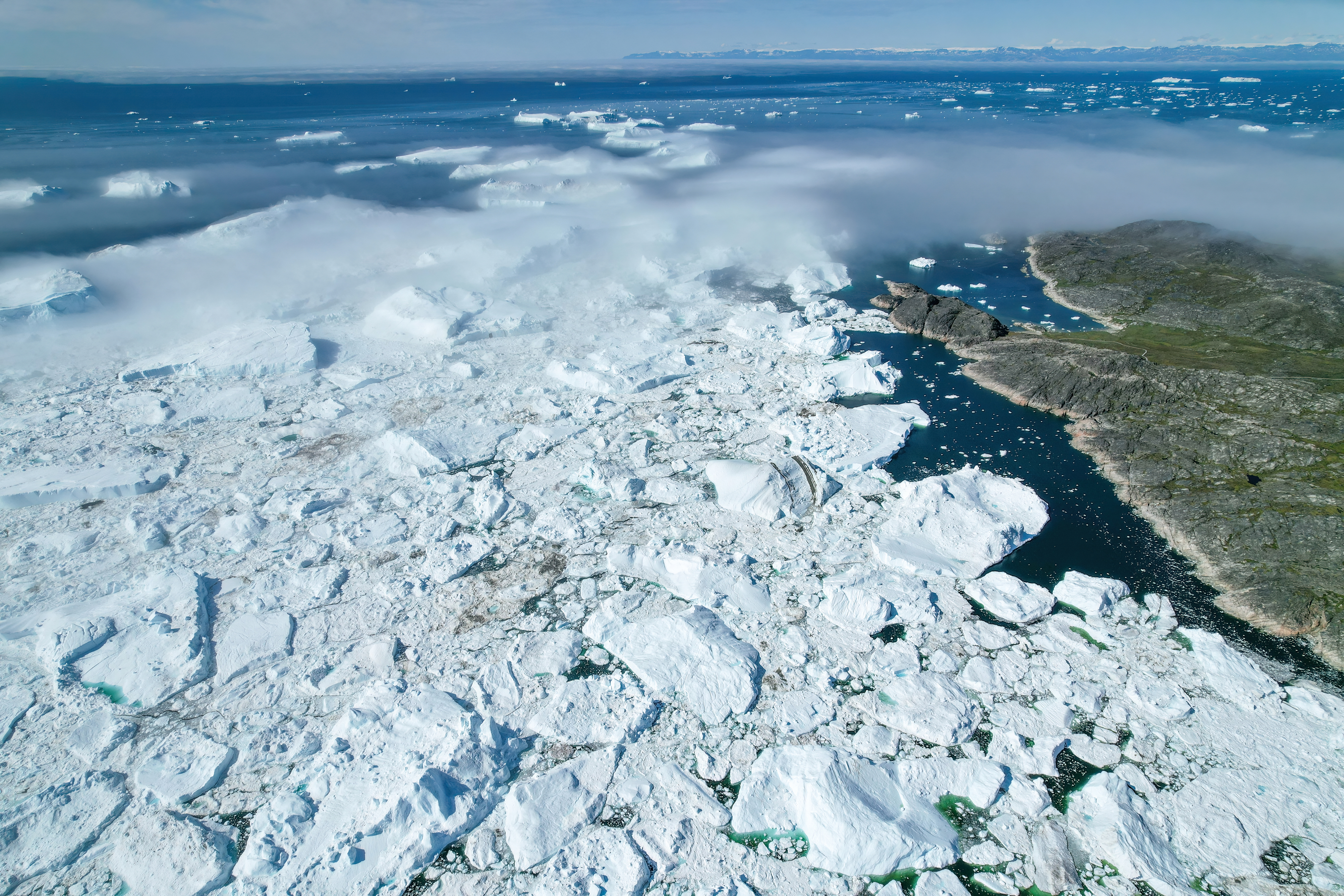
Vue aérienne de Jakobshavn Isbræ avec vue sur le côté ouest.

Étudié depuis plus de 250 ans, le Jakobshavn Isbræ a permis de développer la compréhension des changements climatiques et l'étude de l'inlandsis du Groenland.
Le glacier draine 6,5 % de l'inlandsis du Groenland et produit environ 10 % de l'ensemble des icebergs du Groenland. Les icebergs qui se détachent du glacier sont souvent si grands (jusqu'à un kilomètre de hauteur) qu'ils ne peuvent pas flotter sur le fjord et se retrouvent bloqués pendant des années jusqu'à ce qu'ils soient brisés par la force du glacier et les icebergs en amont du fjord. Le Jakobshavn Isbræ est l'un des glaciers les plus rapides, avançant à son terminus à une vitesse de 20 mètres par jour. Entre 1997 et 2003, il s'est aminci de 15 mètres par an (contre 1 mètre en moyenne pour les autres glaciers groenlandais), et, depuis 1850, son front de vêlage a reculé de 40 kilomètres. C'est, en 2019, l'un des plus gros contributeurs à l'élévation du niveau de la mer par fonte de glace.